# Vinko Ošlak
Vinko Ošlak, né en 1947 à Slovenj Gradec, est un écrivain, essayiste, traducteur, éditorialiste et espérantiste slovène.

## Biographie
Ošlak est né à Slovenj Gradec, qui fait alors partie de la République socialiste de Slovénie de l'ex-Yougoslavie. Après avoir suivi un enseignement primaire et secondaire dans sa Carinthie native, il rejoint l'Université de Ljubljana où il étudia les sciences politiques. Mais pour des raisons financières, il dut abandonner ses études et se voua au journalisme. De foi catholique, il devient un membre actif du journal Revija 2000. Il rencontra et se lia d'amitié avec l'écrivain et militant politique Edvard Kocbek, qui influença Ošlak dans son développement spirituel et intellectuel.
Se montrant critique à l'égard de la politique titiste, il ne fut pas capable d'exercer la profession de journaliste et travailla en tant qu'ouvrier. Sous la pression de la police secrète yougoslave, il décida de déménager en Autriche, dans la ville de Klagenfurt et prit part aux activités culturelles de la minorité constituée par les Slovènes carinthiens. En 1991, il obtient son diplôme en philosophie de l'Académie internationale des sciences de Saint-Marin grâce à une thèse sur la philosophie politique de l'écrivain Novalis. Deux ans plus tard, il obtient sa maîtrise en arts.
Ošlak a écrit plusieurs essais en slovène, en allemand et en espéranto. Il rédigea également des éditoriaux dans plusieurs journaux slovènes ou autrichiens. En 2003, il reçut le prix Rožanc (en), la plus haute distinction pour les éditorialistes en Slovénie.

## Source
- (en) Cet article est partiellement ou en totalité issu de l’article de Wikipédia en anglais intitulé « Vinko Ošlak » (voir la liste des auteurs).